# Kathedrale von Comodoro Rivadavia

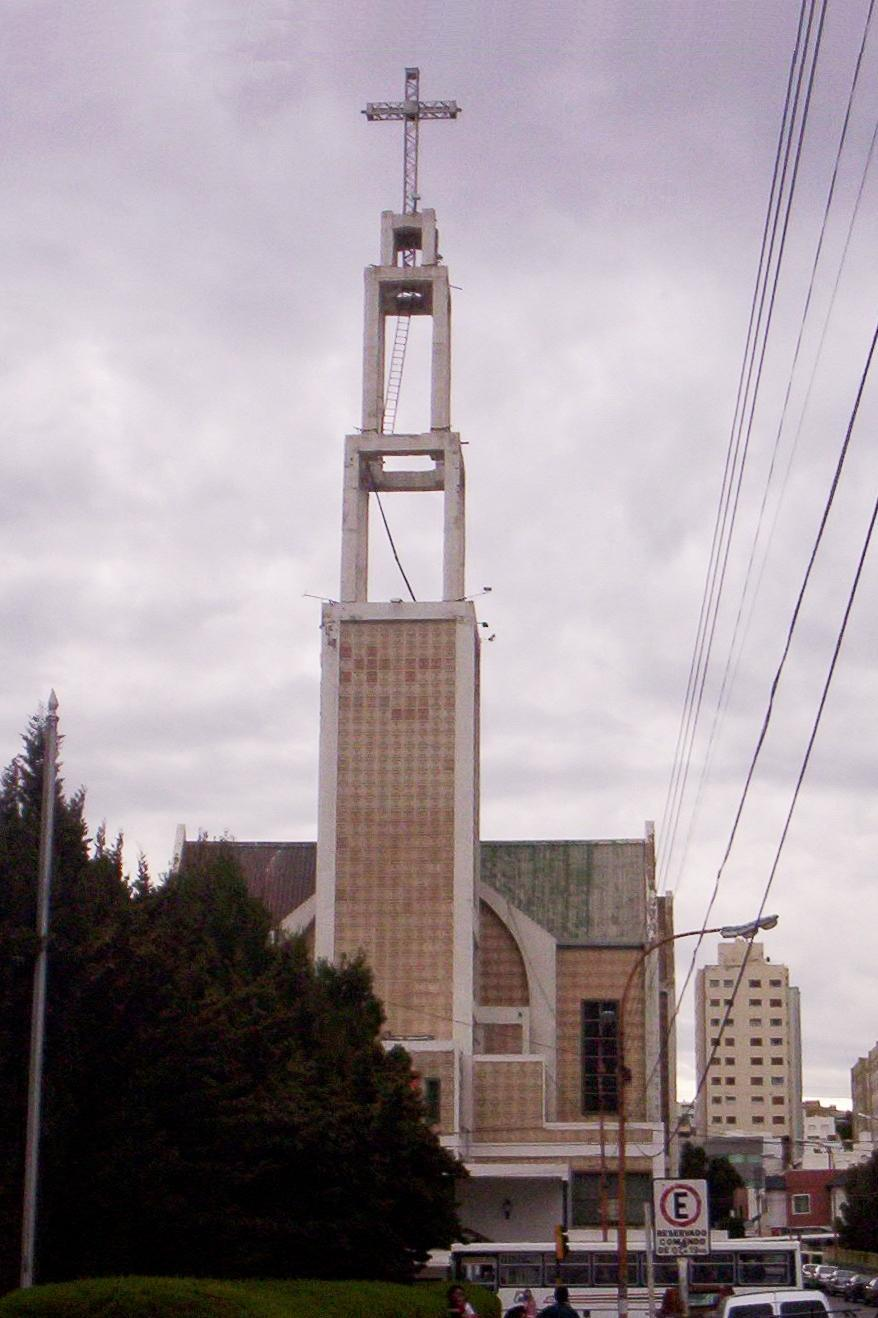
Kathedrale San Juan Bosco

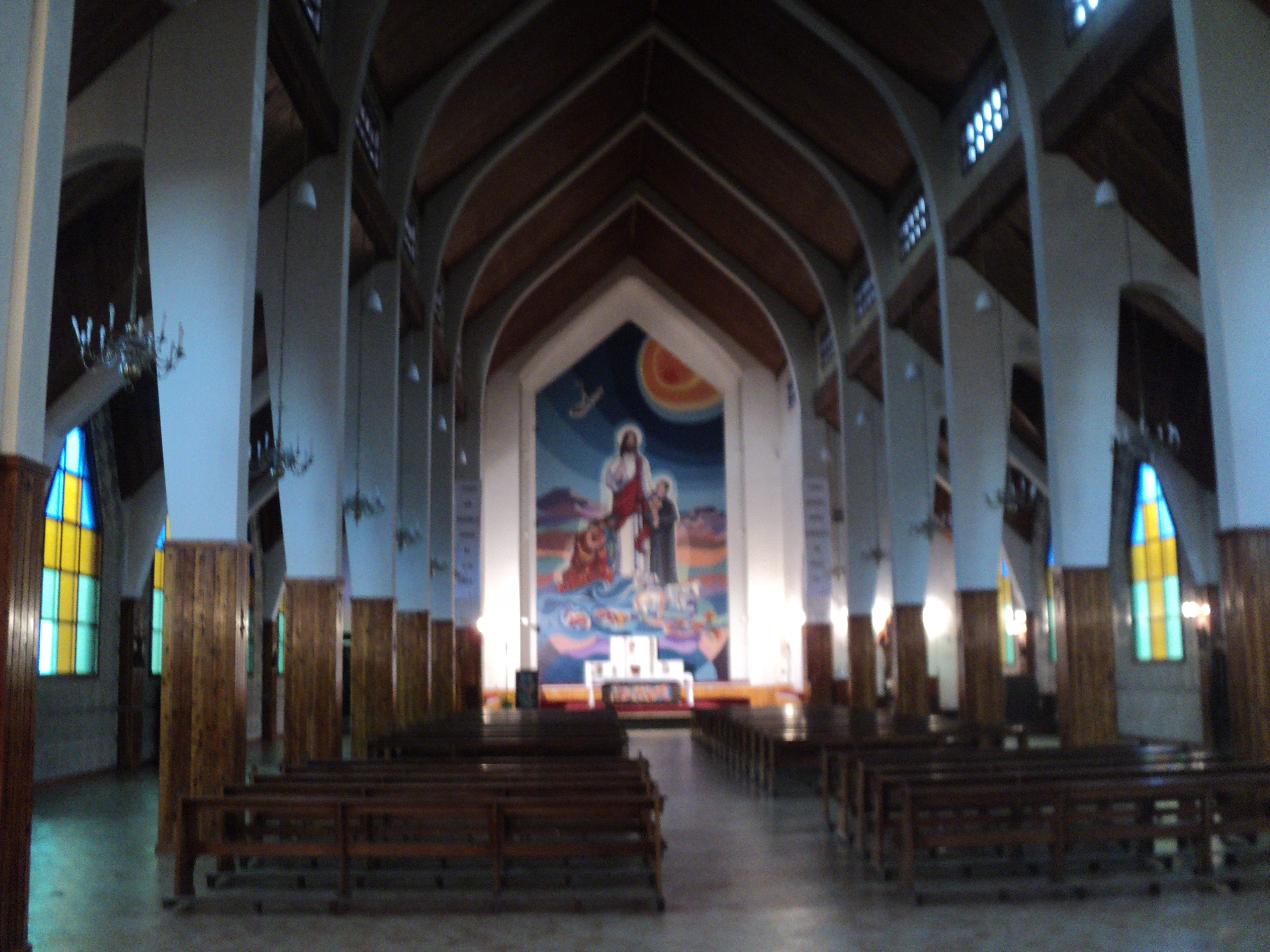
Innenraum

Die Kathedrale von Comodoro Rivadavia in der gleichnamigen Stadt ist die Bischofskirche des römisch-katholischen Bistums Comodoro Rivadavia in Patagonien, dem Süden von Argentinien. Sie steht unter dem Patrozinium des im Jahr 1934 heiliggesprochenen Don Bosco und ist die einzige Kathedrale weltweit, die dem Gründer der Salesianer Don Boscos geweiht ist.

## Lage
Die Hafenstadt Comodoro Rivadavia befindet sich am Golf San Jorge ca. 1730 km (Fahrtstrecke) südwestlich der Landeshauptstadt Buenos Aires. Die Kathedrale ist ca. 1 km vom Südatlantik entfernt.

## Geschichte
Die Kathedrale wurde durch den örtlichen Architekten Pedro Carballo erbaut und im Jahr 1978 fertiggestellt. Die Krypta war schon 1949 Don Bosco gewidmet, die Planungen für eine darübergebaute Kathedrale begannen im Jahr 1958, also ein Jahr nach der Errichtung des Bistums im Jahr 1957. Am 19. Oktober 1959 erhielt das Bistum eine durch Papst Johannes XXIII. geweihte Statue des hl. Don Bosco.

## Architektur
Die Kathedrale ist ein modernes Gebäude aus Backstein und Beton. Sie ist ca. 62 m lang und 20 m breit, die Höhe des Schiffes beträgt ca. 17 m. Der Glockenturm erreicht mit dem Kreuz aus Aluminium eine Höhe von ca. 60 m, wobei das Kreuz selbst 11 m misst. Es enthält fünf Kisten mit Briefen von Gläubigen, die den Bau der Kathedrale unterstützt hatten.
Der von Pfeilern mit Schwibbögen gestützte dreischiffige Innenraum ist holzgedeckt. Das große Apsisbild, gestaltet durch die Künstlerin Dolores Ocampo de Morón, von der auch die Tafeln des Hochaltars stammen. Sie zeigen das Letzte Abendmahl, die Berufung der Apostel und eucharistische Symbole. Als Künstlerinnen wirkten außerdem mit Jadwiga Szymanski de Koprowoski (Kreuzweg) und Marta Moroder (Maria-Hilf-Statue). Die Glasfenster wurden in Turin gefertigt.